# Giardinelli

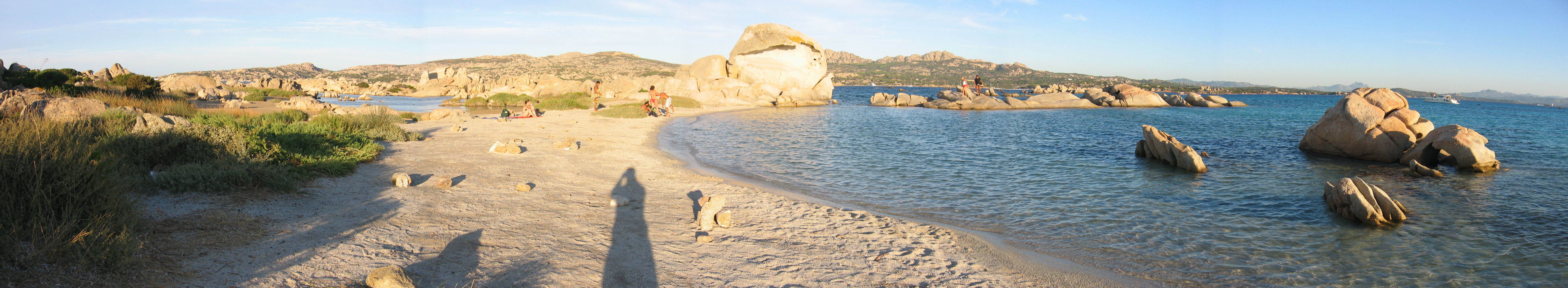
Het strand Testa del Polpo

Giardinelli (volledig: Isola Giardinelli) is een eiland in de La Maddalena-archipel voor de kust van het Italiaanse eiland Sardinië.
Het min of meer vijfhoekige eiland meet ongeveer één bij één kilometer en ligt voor de oostkust van het hoofdeiland La Maddalena, ongeveer een kilometer verwijderd van Caprera. Eigenlijk is het eiland een schiereiland, aangezien het via een korte dijk verbonden is met La Maddalena. Aan de oostkust van het eiland bevindt zich het strand Spiaggia Testa del Polpo, dat gekenmerkt wordt door rotsen die onder invloed van de wind in eigenaardige, ronde vormen zijn geschuurd.